# ポートサイド地区

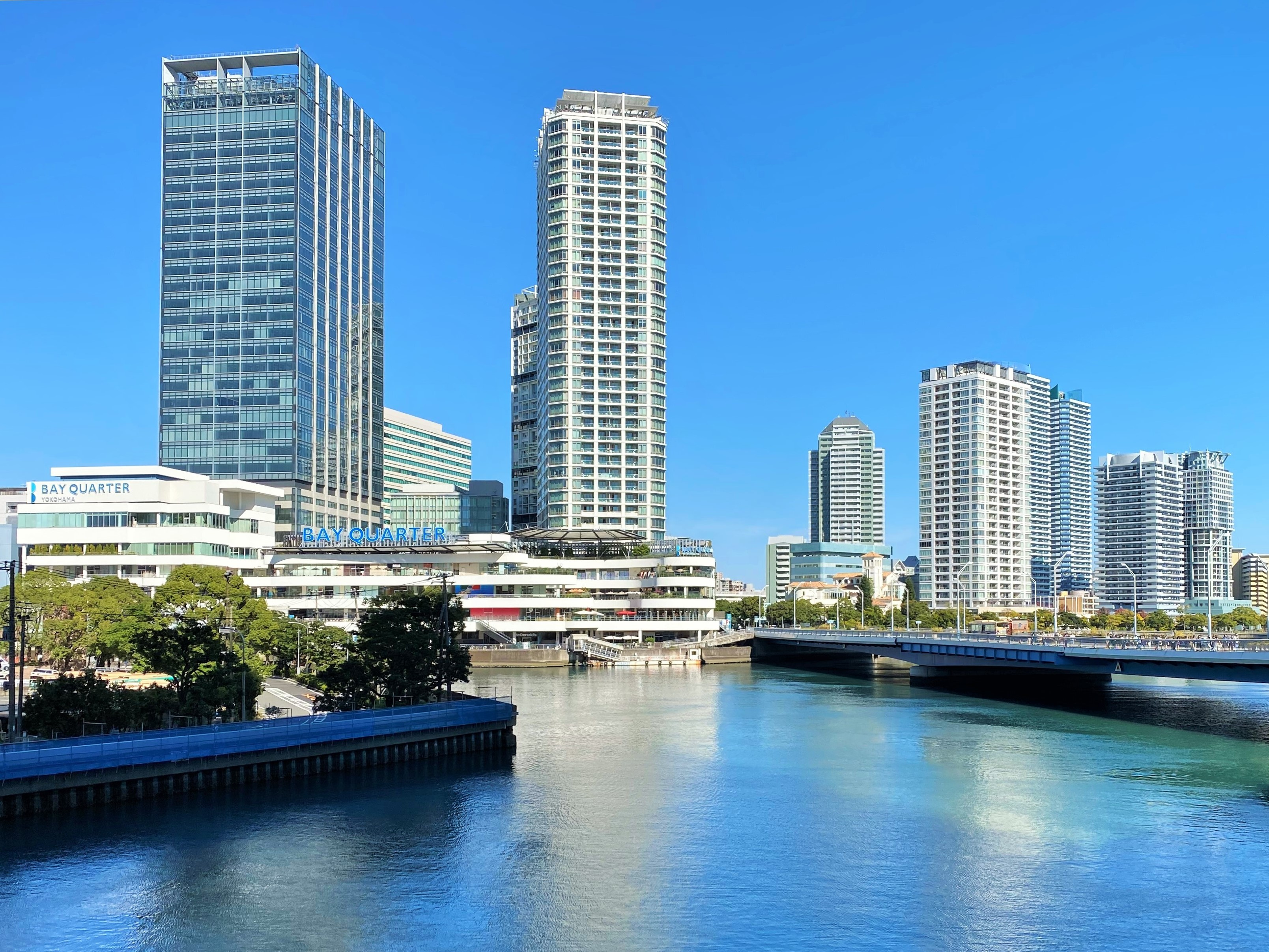
ポートサイド地区（2020年10月）

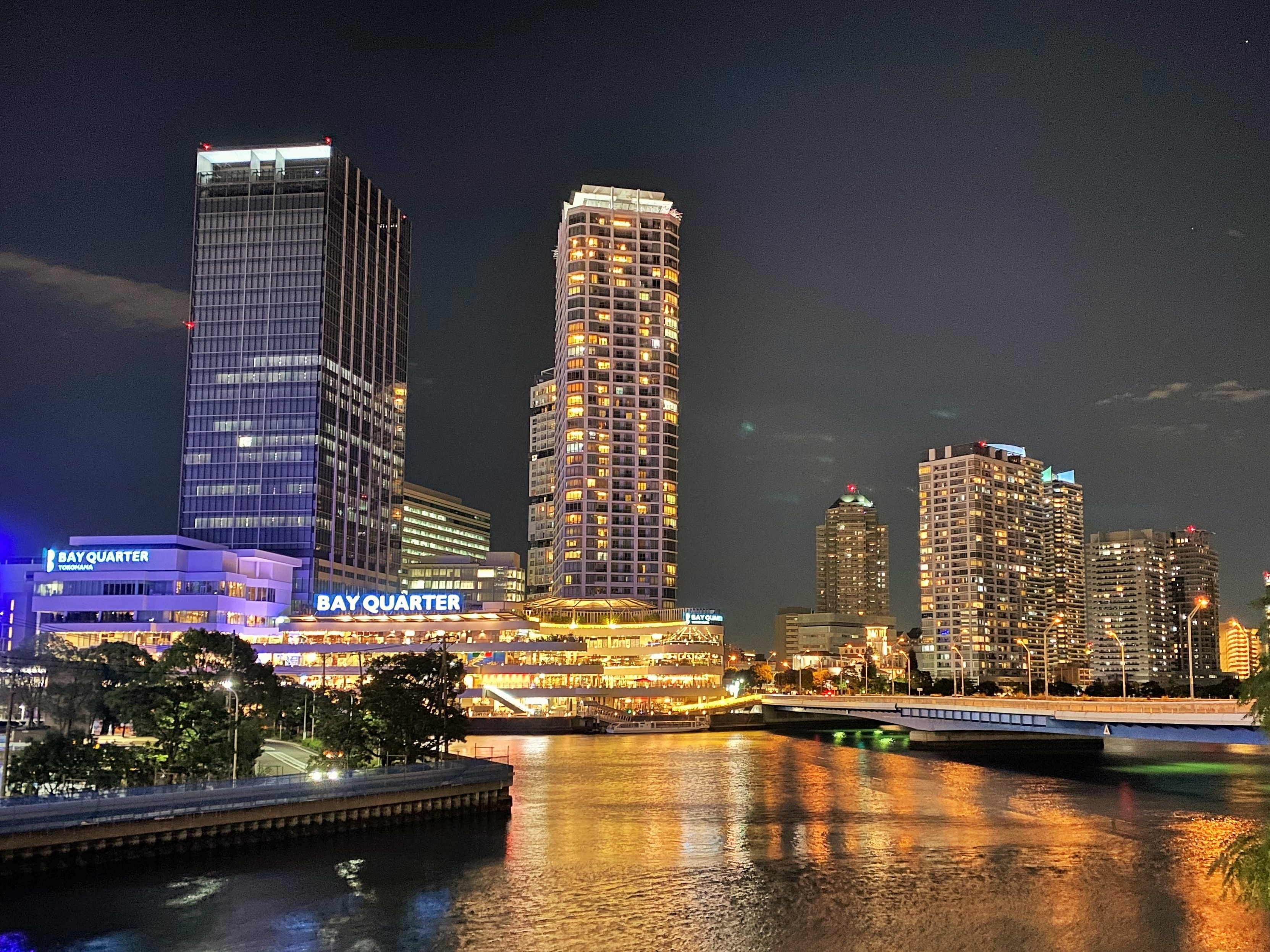
ポートサイド地区の夜景（2020年10月）

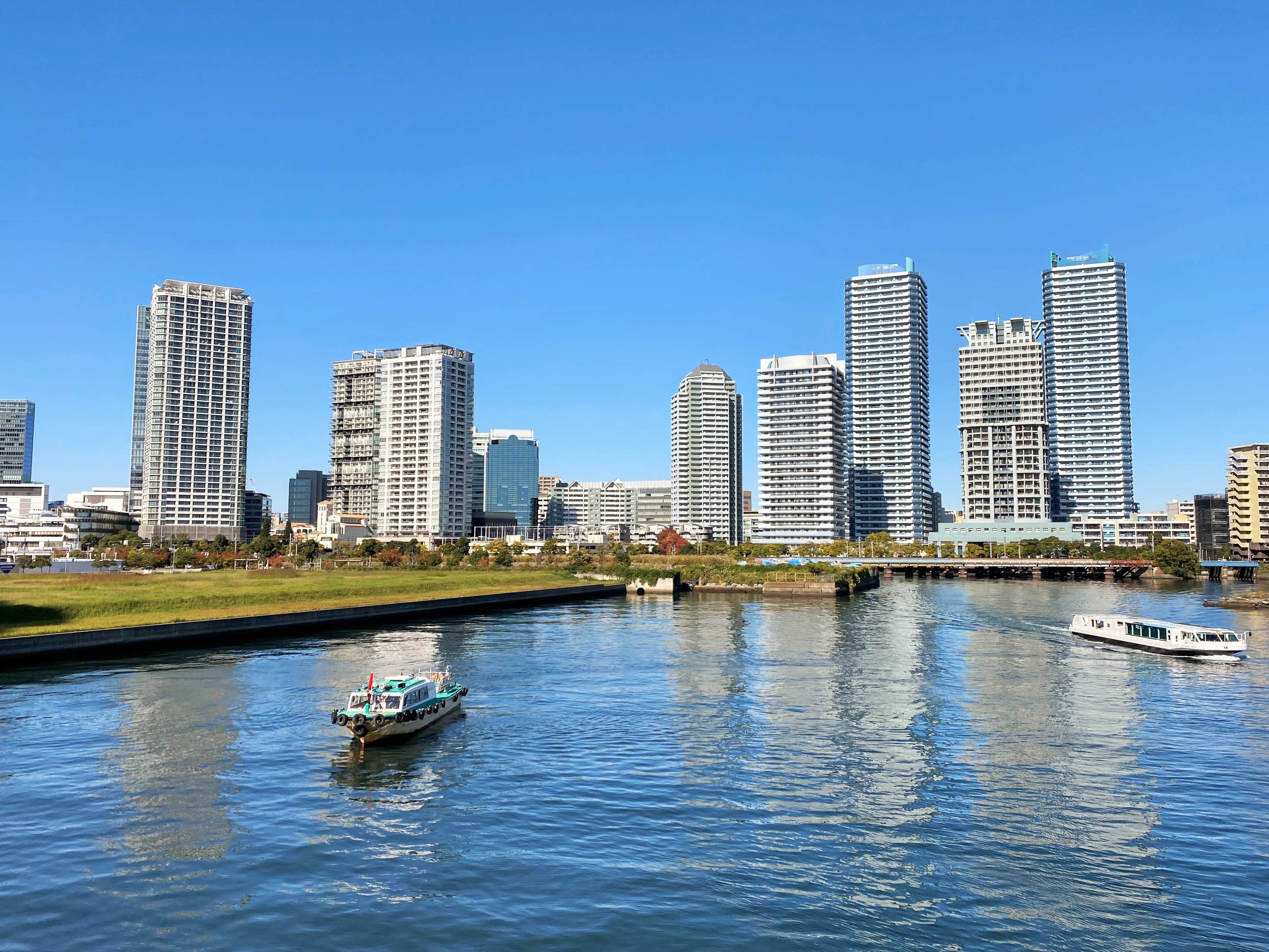
横浜港から見たポートサイド地区全景（2020年11月）

ヨコハマポートサイド地区（ヨコハマポートサイドちく、YOKOHAMA PORTSIDE）は、神奈川県横浜市神奈川区における再開発地区の愛称で、神奈川区栄町（さかえちょう）・金港町（きんこうちょう）の一部・大野町（おおのちょう）の一部からなる。横浜駅の東側に所在し、地区愛称は横浜港に面していることに由来する。

## 概要

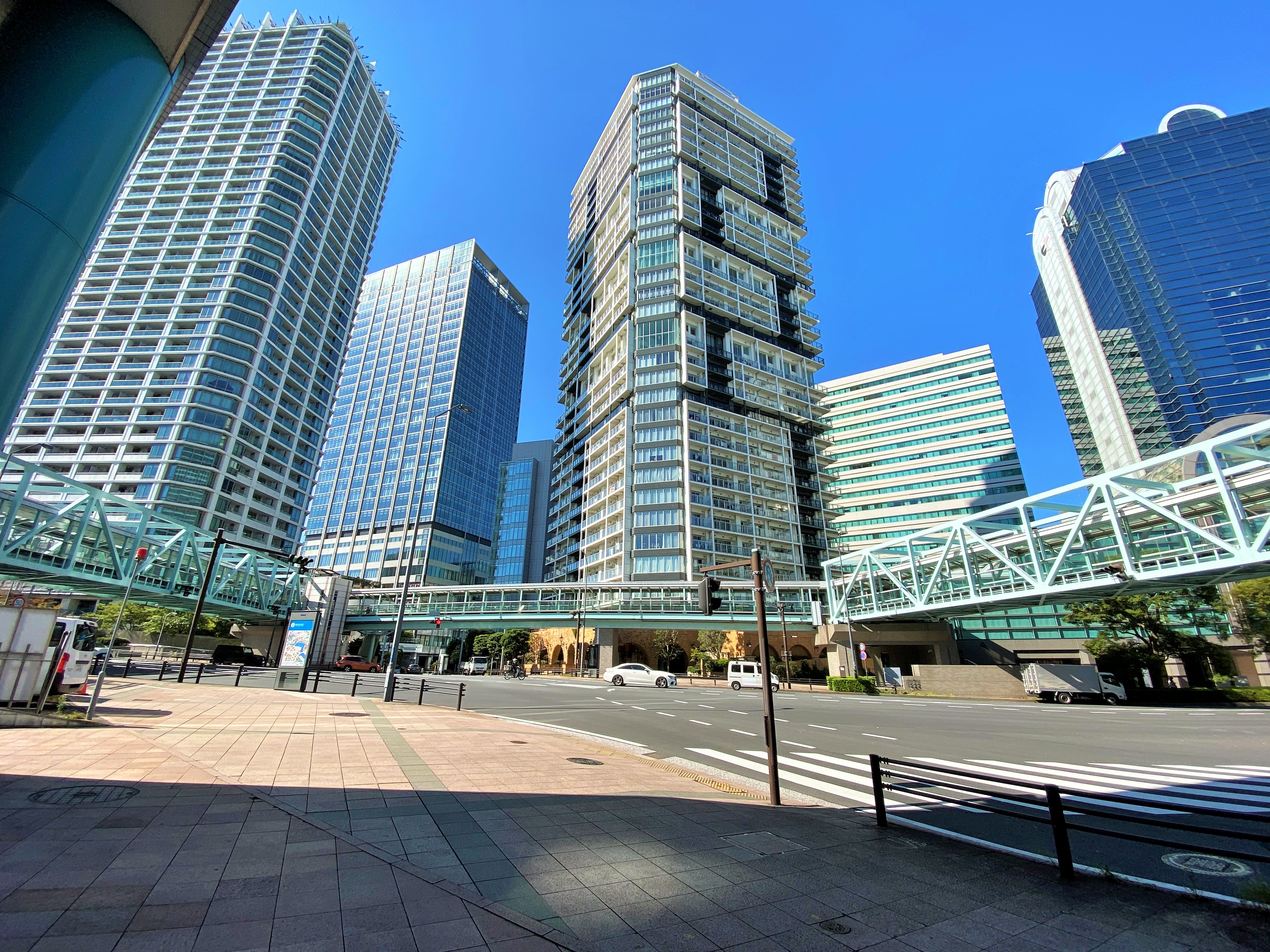
ポートサイド中央交差点とペデストリアンデッキ「スカイウェイ」（2020年10月）

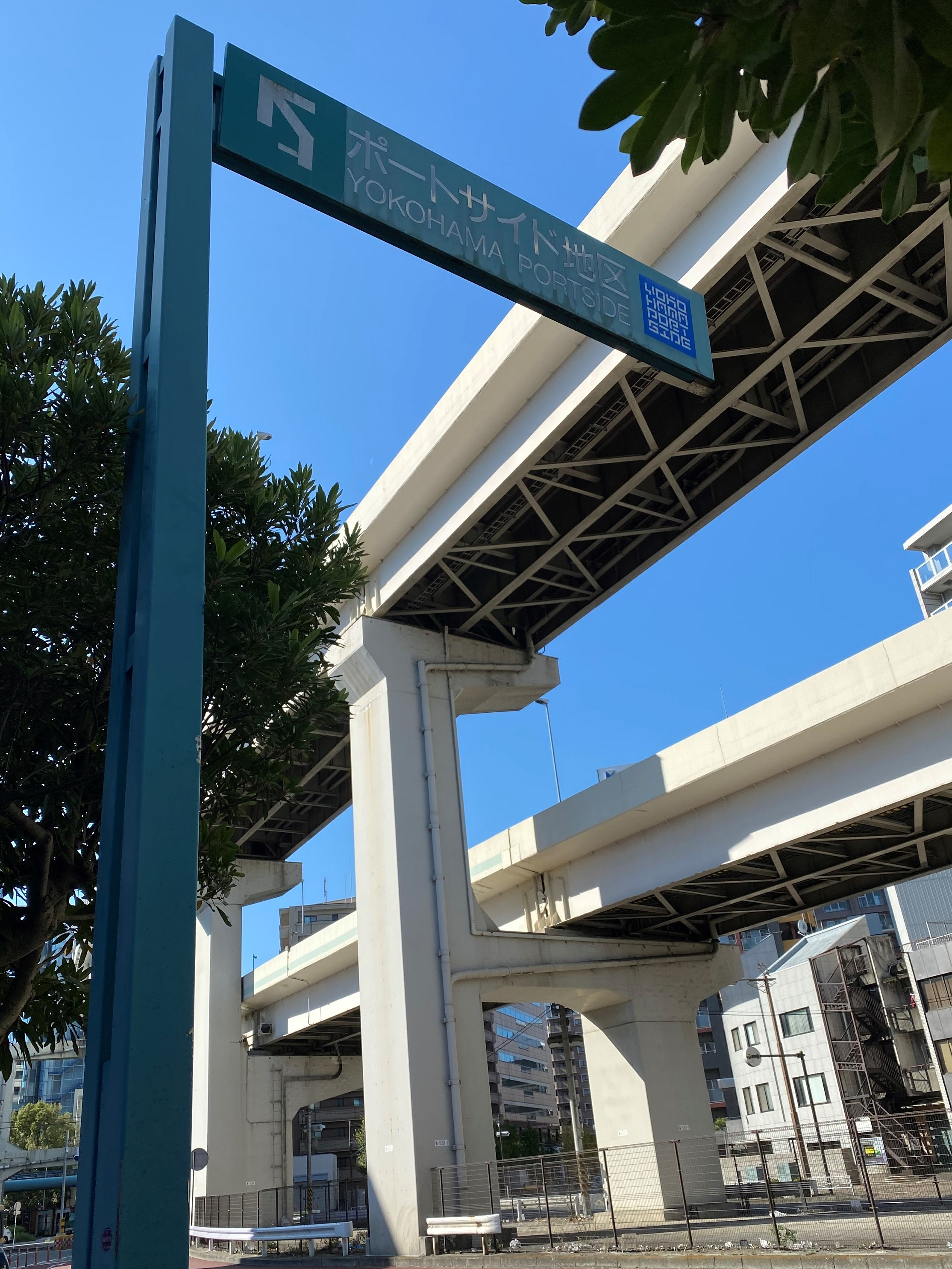
国道15号にあるポートサイド地区への案内表示。同様の案内表示が国道1号にも2基設置されている。（2020年11月）

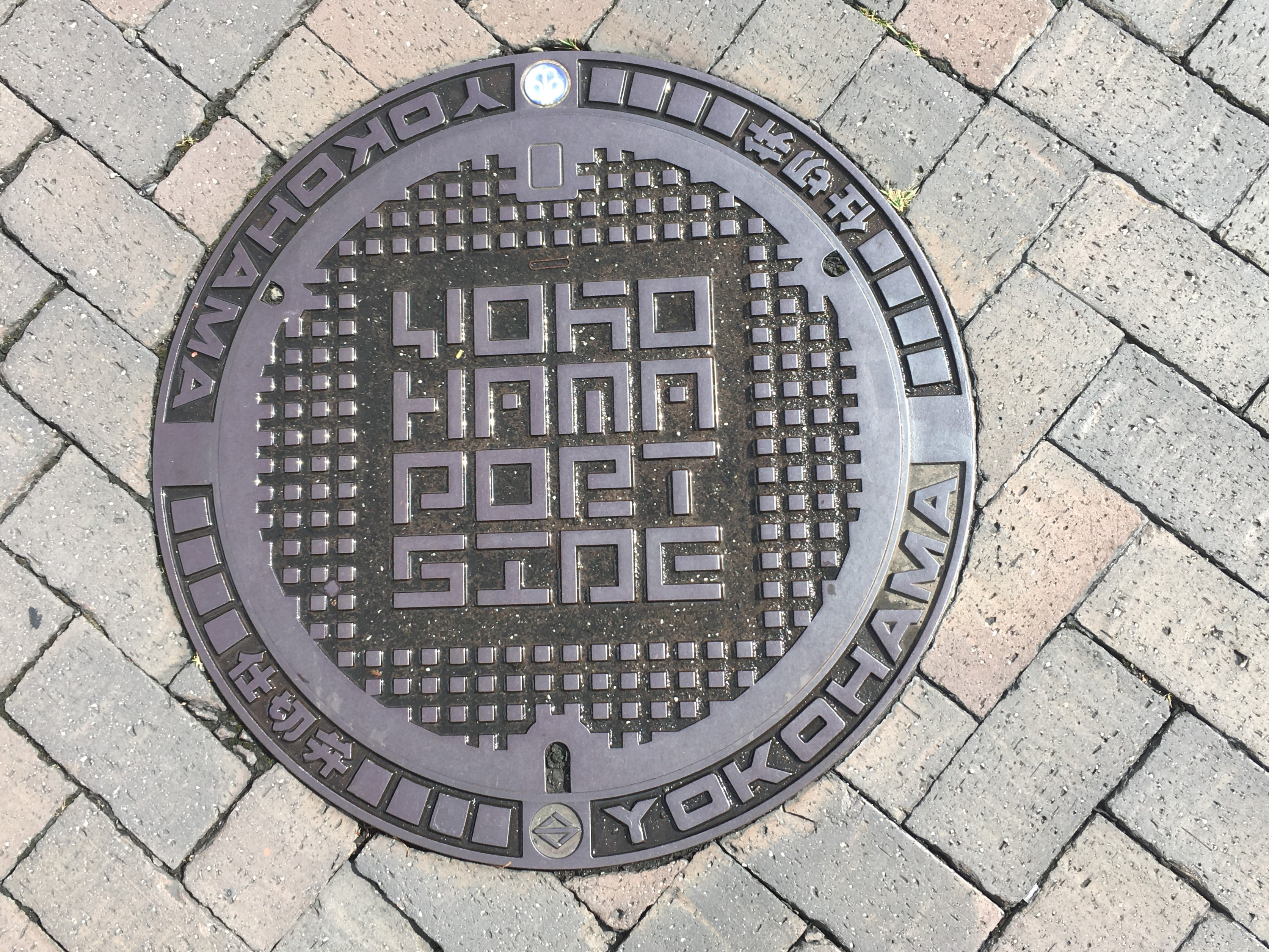
ポートサイド地区のロゴがあしらわれたマンホールの蓋
（2020年9月）

ヨコハマポートサイド地区は、横浜駅「きた東口」A出口からペデストリアンデッキ「ベイクォーターウォーク」経由で徒歩2〜12分の位置にある。
また、1階部分に横浜駅東口バスターミナル（市内各方面への路線バスと全国各地への高速路線バスが発着する）がある横浜新都市ビル（そごう横浜店）と、1階部分が横浜シティ・エア・ターミナル (YCAT) で、マルイシティ横浜などが入居する横浜スカイビルのある出島地区とは、動く歩道が設置された「かもめ橋」で直結している。
新田間川（あらたまがわ、帷子川分水路も兼ねる）と帷子川（かたびらがわ）下流・港湾部（東京湾に接する）、首都高速道路神奈川1号横羽線、国道1号（第二京浜）、国道15号（第一京浜）に囲まれ、横浜市中央卸売市場本場にも比較的近い。港湾部の水際線を挟んで対岸にはみなとみらい地区が望めるほか、地区内の一部からは横浜マリンタワーや横浜ベイブリッジを望むこともできる。
かつてこの一帯は横浜駅に近い立地でありながら、ニチレイやトーヨーカネツなどの工場・倉庫が立ち並ぶ地区であった。しかし、1985年に都市計画道路「栄本町線」の整備計画が決定すると、これを契機として翌1986年には「ヨコハマポートサイド地区第二種市街地再開発事業」の都市計画が決定された。1990年頃より「アート&デザインの街」をコンセプトとする再開発が始まり、幅員の広い歩道が確保された道路やペデストリアンデッキが整備されたほか、地区内の無電柱化が実施され、現在は、電柱・電線の無い広い空間にタワーマンションや高層オフィスビルなどが大空に向かってそびえ立つ光景が広がっている。
帷子川下流・港湾部沿いには、当地区へのゲートウェイ的存在である横浜ベイクォーターをはじめ、シーバス（水上バス）乗降場、ポートサイド公園、横浜ディスプレイミュージアムなどが立ち並び、主軸動線であるギャラリーロードの両側には、主としてタワーマンションが立ち並んでいる。横羽線沿いには主にオフィスビルが立ち並ぶほか、隣接して神奈川公園がある（「#各街区の建物と用途」も参照）。これら各方面に向けて、横浜ベイクォーターの3階から栄本町線（みなとみらい大通り）を横断するペデストリアンデッキ「スカイウェイ」が整備されているほか、みなとみらい大通りを含む2つの道路を跨いで当地区内及び地区外を結ぶ「栄町グリーンウォーク」も設置された。いずれもエレベーターを備えたバリアフリー対応である。さらにポートサイド中央交差点付近から、みなとみらい大通りのみなとみらい大橋が当地区とみなとみらい地区とを結んでいる。タワーマンション群を中心として、生活に必要な様々な施設・機能が徒歩圏内にまとめられており、コンパクトシティ化されていることがこの地区の魅力のひとつである。
前述の開発コンセプトにもあるとおり、当地区内には現代アート作品や意匠を凝らした建造物などが数多く存在する。またマンホールの蓋にはポートサイド地区のロゴマークの入ったものを用いる（近年は交換時に横浜市の通常のマンホール蓋に取り替えられ数を減らしつつある）など、他の地区との差別化が図られている。さらに当地区のタワーマンション群のうち、東京寄りから順にザ・ヨコハマタワーズ タワーイースト、ザ・ヨコハマタワーズ タワーウエスト、ヨコハマポートサイド・ロア壱番館、ナビューレ横浜 タワーレジデンスの4棟は夜間に屋上がライトアップされ、横浜ベイエリアの夜景に彩を添える存在となっている。

## 沿革
詳細は「横浜市都市整備局のページ」も参照。
- 1981年7月 - 「都心臨海部総合整備基本計画」を発表。
- 1985年12月 - 都市内幹線道路「栄本町線」の都市計画が決定する。
- 1986年
  - 3月 - 「特定住宅市街地総合整備促進事業」が建設大臣（当時）に承認される。
  - 12月 - 「ヨコハマポートサイド地区第二種市街地再開発事業」の都市計画が決定する。
- 1988年7月 - 「第二種市街地再開発事業の事業計画」が決定する（E-1〜3街区/約4.0ha/用途：業務・住宅・商業等）。
- 1989年
  - 5月 - C-2街区：IDC横浜国際通信センター（現・ソフトバンクテレコム横浜国際通信センター）竣工。
  - 12月 - ヨコハマポートサイド街づくり協定を締結する。「ヨコハマポートサイド街づくり協議会」設立。
- 1990年
  - 7月 - 第二種市街地再開発事業の管理処分計画が決定する。
  - 8月 - 「ヨコハマポートサイド地区再開発地区計画」[2]の都市計画が決定する。
- 1991年2月 - 帷子川水際公園（現・ポートサイド公園）の都市計画が決定する。
- 1992年12月 - D-2街区：アルテ横浜竣工。
- 1993年 - E-1街区：横浜クリエーションスクエア竣工。
- 1994年4月 - E-2街区：ヨコハマポートサイド・ロア壱・弐・参番館竣工。
- 1996年
  - 3月 - D-1街区：三菱重工ポートサイドビル竣工。E-4街区：神奈川トヨタ Myxビル竣工。
  - 9月 - C-4街区にあった横浜シティ・エア・ターミナル (YCAT) が横浜スカイビルに移転する。
- 1997年7月 - 栄本町線（みなとみらい大通り）が暫定開通する。
- 1998年
  - 「ヨコハマポートサイドF-1街区第一種市街地再開発事業」開始（約2.0ha/用途：業務・住宅・商業等）。
  - 3月 - ペデストリアンデッキ「スカイウェイA・Cルート」、横浜市営ポートサイド地下駐車場が竣工。宝川埋め立て事業が完了。
  - 9月 - F-1街区第一種市街地再開発事業の都市計画が決定する。
- 1999年
  - 3月 - D-3街区：ポートサイドサクラビル竣工。
  - 11月 - ペデストリアンデッキ「スカイウェイA・Cルート」の暫定供用を開始。
- 2000年
  - 4月 - ペデストリアンデッキ「スカイウェイBルート」竣工、供用開始。
  - 12月 - ペデストリアンデッキ「栄町グリーンウォーク」竣工、供用開始。
- 2001年11月 - F-1街区：ザ・ヨコハマタワーズ タワー・ウエスト竣工。C-1街区：結婚式場「アート・グレイス・ポートサイド・ヴィラ」（暫定施設）開業。
- 2003年
  - 3月 - 栄11街区：ポートサイドパーク竣工。
  - 11月 - F-1街区：ザ・ヨコハマタワーズ タワー・イースト竣工。
- 2002年5月 - 栄本町線（みなとみらい大通り）が全面開通する。
- 2004年春 - F-2街区：アミティ横浜竣工。
- 2005年
  - A-3、B-2街街区工事開始。
  - 11月 - A-1街区：そごうパーキング館竣工。
- 2006年8月 - A-3街区：横浜ベイクォーター開業。
- 2007年2月 - A-3街区：ナビューレ横浜 タワーレジデンス竣工。
- 2008年
  - 3月 - B-1街区：コンカード横浜竣工。
  - 4月 - A-2街区：横浜イーストスクエア竣工。
  - 5月 - B-2街区：パークタワー横濱ポートサイド竣工。
- 2009年
  - 11月 - C-3街区：横浜ポートサイドプレイス タワーレジデンス竣工。
  - 12月 - A-3街区：横浜ダイヤビルディング竣工。横浜駅とベイクォーターを結ぶペデストリアンデッキ「ベイクォーターウォーク」（横浜駅ポートサイド人道橋）供用開始。
- 2010年3月 - A-3街区：横浜ベイクォーターANNEX開業。B-2街区：横浜プラザビル竣工。
- 2011年4月 - B-1街区：大塚商会横浜ビル竣工。
- 2013年8月 - F-2街区：プレミスト横浜ポートサイド竣工。
- 2019年4月 - C-4街区：旧YCAT跡地にインターナショナル・スクールのホライゾン学園（鶴見区東寺尾）が移転・開校[3][4]（詳細は後節）。

## 各街区の建物と用途
本節では地区内の建物と用途等を街区ごとに記述する。街区位置や開発状況等の詳細は「横浜市都市整備局のページ」を参照。
各街区は、おおむね横浜駅から近い順にA街区からF街区、栄街区の順となっている。

### A街区
- A-1 そごうパーキング館

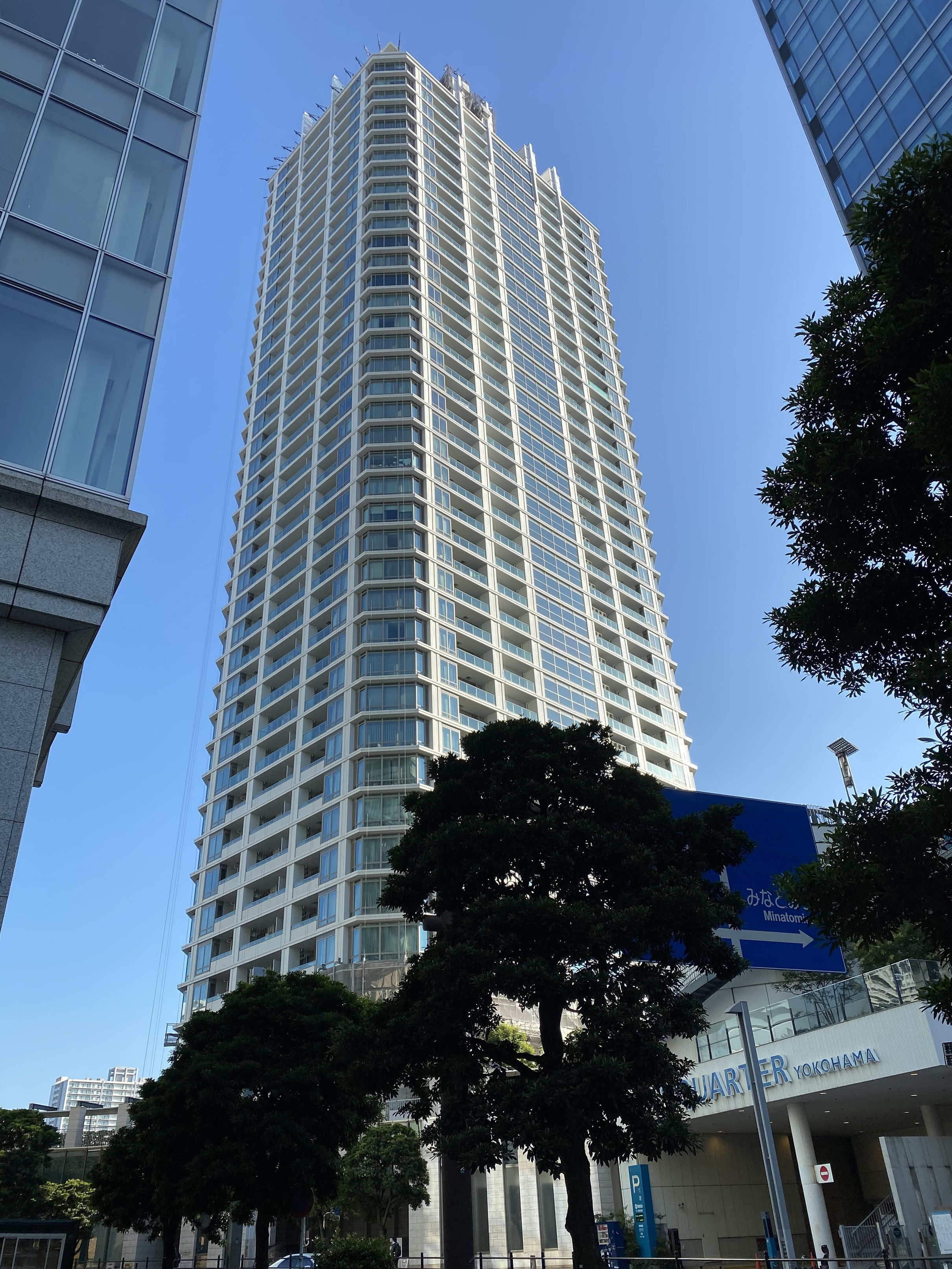
正面側から見たナビューレ横浜タワーレジデンス
（2020年11月）

- A-2 横浜イーストスクエア（オフィスビル、低層部は店舗）
- A-3 三菱倉庫が商業・住居・業務の複合開発を行っている。
  - ナビューレ横浜 タワーレジデンス（集合住宅）
  - 横浜ベイクォーター（商業施設）
    - シーバス横浜駅東口乗降場

  - 横浜ダイヤビルディング（オフィスビル）
    - 横浜ベイクォーターANNEX（商業施設）

### B街区
- B-1

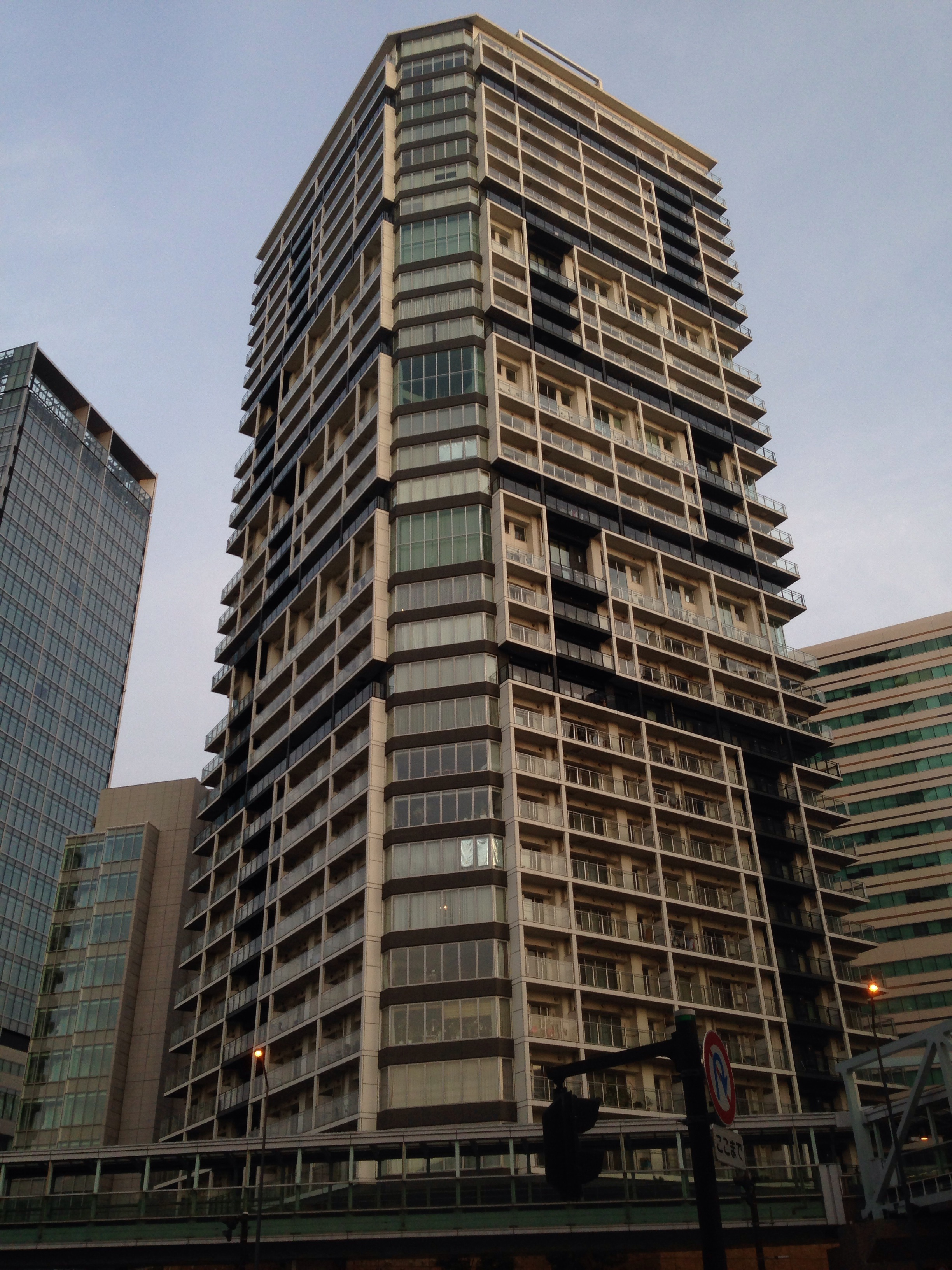
パークタワー横濱ポートサイド（2014年5月）

  - コンカード横浜（オフィスビル、低層部は店舗・飲食店）
  - 大塚商会横浜ビル（オフィスビル、低層部は店舗）
- B-2
  - パークタワー横濱ポートサイド（集合住宅、低層部は店舗）
  - 横浜プラザビル（オフィスビル、低層部はショールーム）
    - パナソニックリビングショウルーム横浜（1階）

  - 金港公園[5]

### C街区
C-1地区とC-2街区は「ヨコハマポートサイド地区地区計画」の対象外となっている。
- C-1 アート・グレイス・ポートサイド・ヴィラ（結婚式場）
10年定期借地権の暫定施設。2001年11月の開業だが、2024年4月時点でも営業が継続されており契約期限が延長されている。
- C-2 ソフトバンクテレコム横浜国際通信センター（旧：IDC横浜国際通信センター）[7][8]
建物内にはIDCフロンティアの神奈川横浜データセンターが入居する[9]。また、建物壁面には1500枚のタイルを用いたマイケル・グレイブス作のドローイング作品「THE WINDOW」がある[10]。
- C-3 横浜ポートサイドプレイス タワーレジデンス（集合住宅・オフィス、低層部は店舗・クリニック）
- C-4 ホライゾン学園（インターナショナル・スクール）
旧横浜シティ・エア・ターミナル (YCAT) 跡地（詳細は後節）。

### D街区

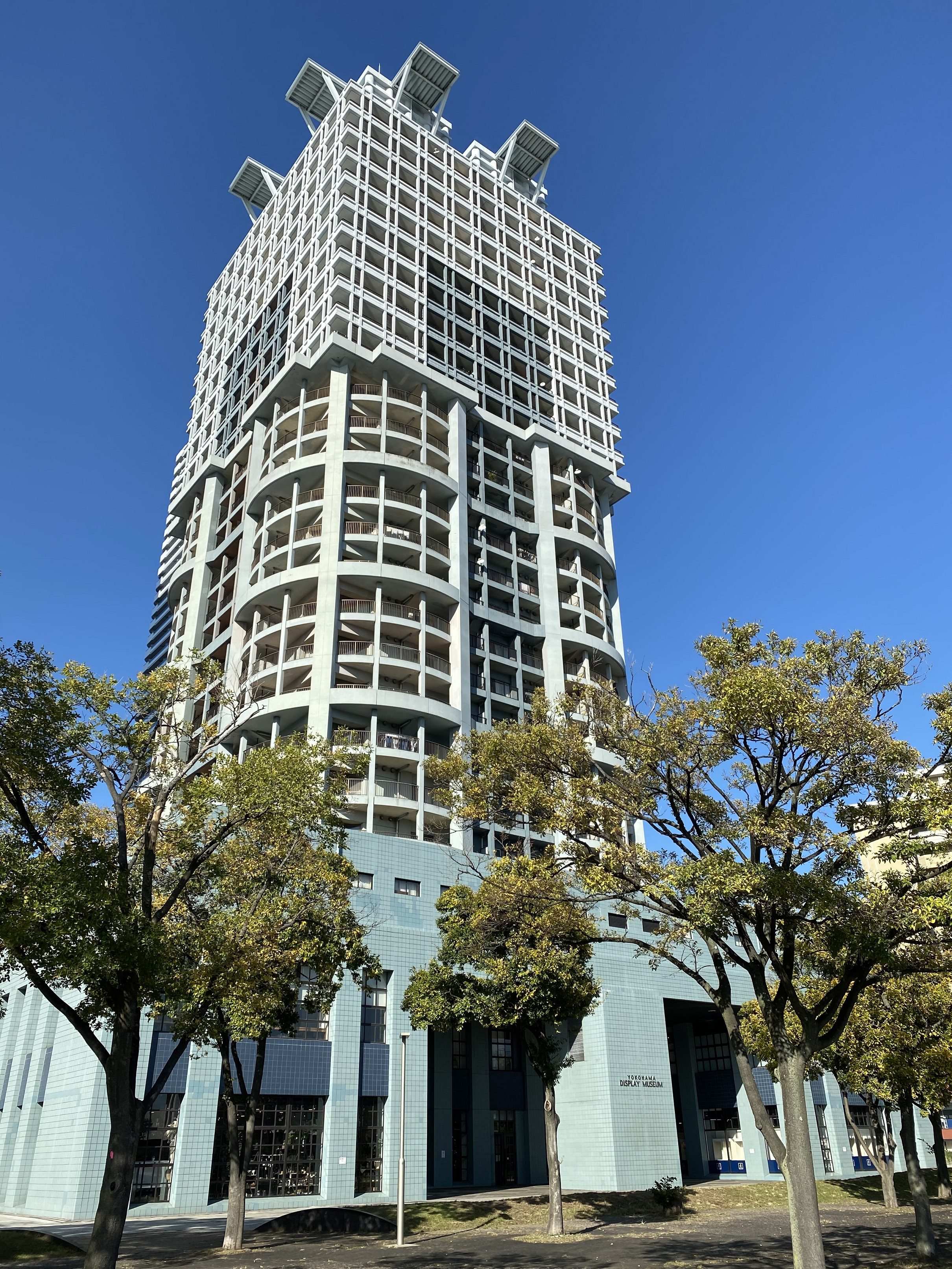
ポートサイド公園側から見たアルテ横浜（2020年11月）

C街区からD-2街区の港湾部にはポートサイド公園がある。
- D-1 三菱重工ポートサイドビル（社宅）
- D-2 アルテ横浜（集合住宅、低層部はショールーム店舗）
  - 横浜ディスプレイミュージアム（1-2階）[11]

アルテ横浜の建物デザインはマイケル・グレイブスによる[12]。
- D-3 ポートサイドサクラビル（集合住宅・オフィス、低層部は店舗）

### E街区
- E-1 

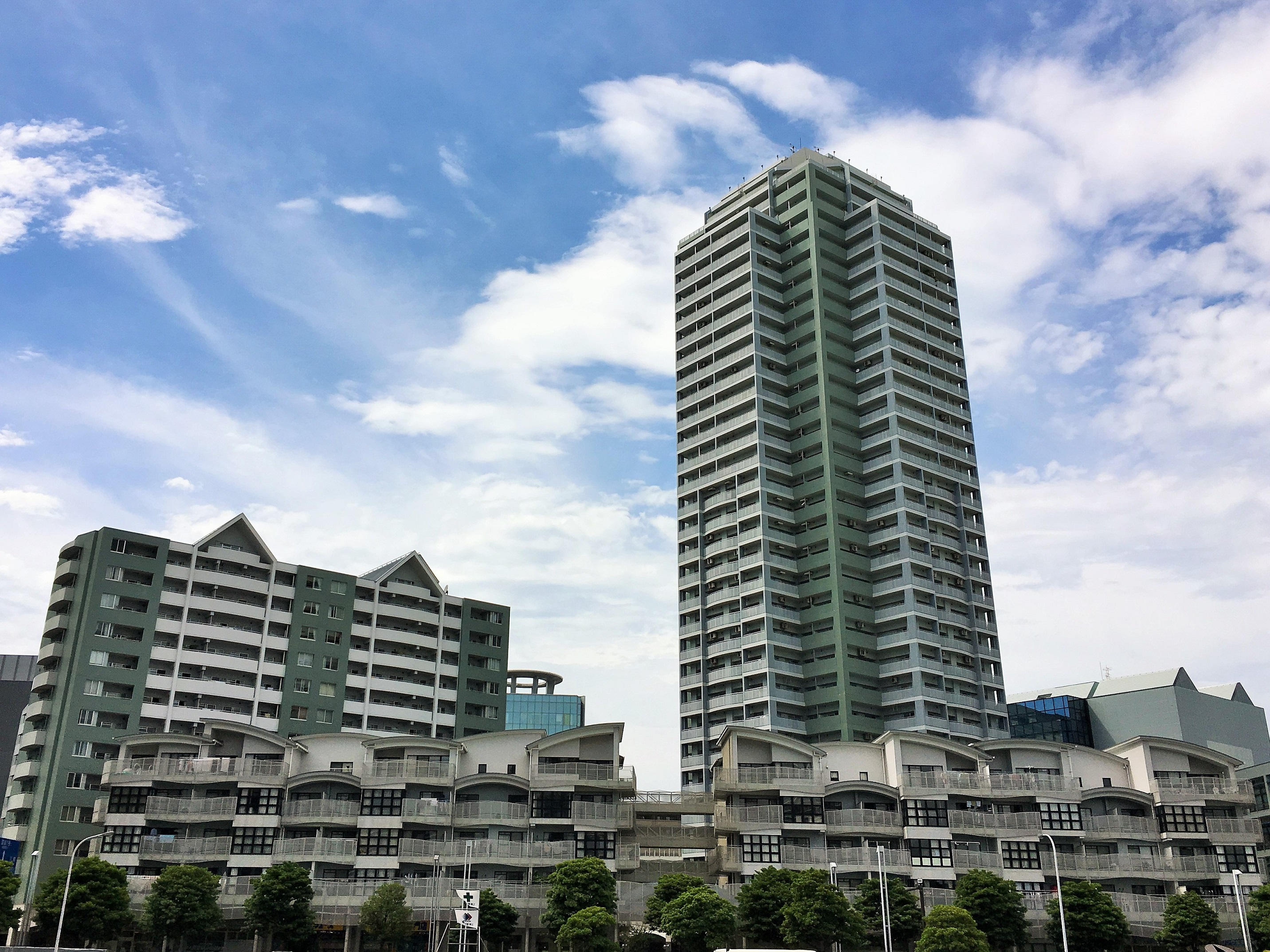
ヨコハマポートサイド・ロア全景。タワーマンションが壱番館、奥が弐番館、手前が参番館（2017年7月）

  - 横浜クリエーションスクエア (YCS)（オフィスビル、低層部は店舗・カフェ）
  - ヨコハマポートサイドレイナ（集合住宅、低層部は店舗・レストラン）
- E-2 ヨコハマポートサイド・ロア（以下の建物が2階レベルの人工地盤で接続する[10]）
  - ロア壱番館（集合住宅）
  - ロア弐番館（集合住宅、低層部は店舗・病院・郵便局）
  - ロア参番館（集合住宅、低層部は店舗・ミュージアム）
    - 宮川香山 眞葛ミュージアム 「宮川香山 眞葛ミュージアム」（1階）

ロア参番館の建物デザインは長谷川逸子による[10]）
- E-3 
  - ヨコハマポートサイドビル（オフィスビル）
  - ファンテ（集合住宅）
- E-4 神奈川トヨタ Myxビル（オフィスビル、低層部は店舗）
  - 神奈川トヨタ自動車株式会社本社

### F街区

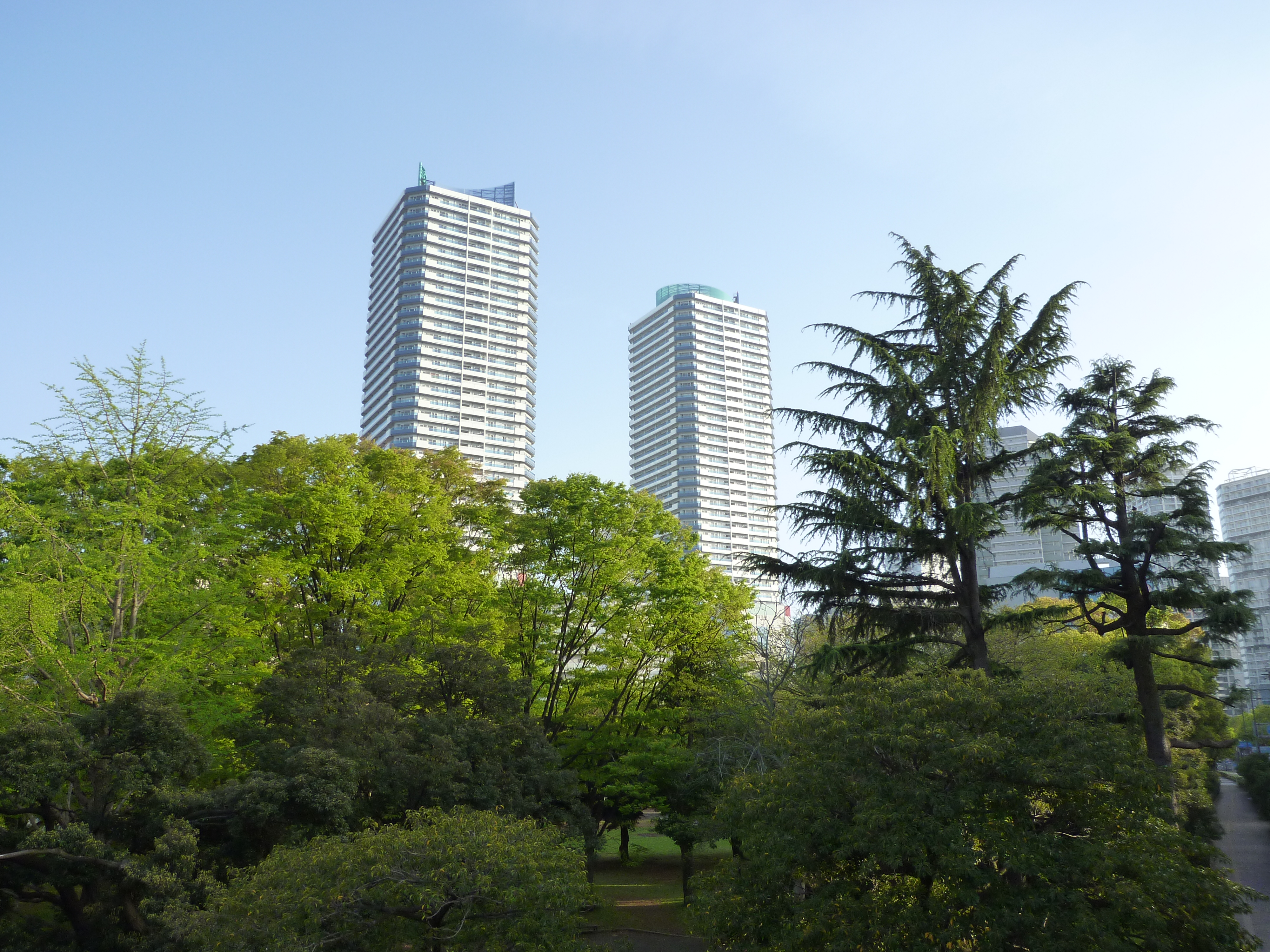
ザ・ヨコハマタワーズ タワーイースト（左）・タワーウエスト（右）
神奈川公園から望む（2019年5月）

- F-1 ザ・ヨコハマタワーズ（集合住宅を中心に以下の建物がある）[13]
  - タワーウエスト（集合住宅）
  - タワーイースト（集合住宅）

タワーウエストとタワーイーストは、マンションの頂上部に各棟デザインの異なる青と緑の王冠状のオブジェが設置されている。
  - サウスコート（集合住宅、低層部は店舗）
  - ポートサイドダイヤビル（業務棟）
    - 1階は、まいばすけっととフィットネスクラブが入居。かつてはここに横浜銀行中央市場支店があったが、2022年2月に本店に統合され、店舗およびATMコーナーが撤去された。

  - 店舗棟
    - プラザ栄光生鮮館（店舗）
- F-2 
  - アミティ横浜（集合住宅）
  - プレミスト横浜ポートサイド（集合住宅）

### 栄街区
当街区のみ、無電柱化が実施されていない。
- 栄11 ポートサイドパーク（集合住宅）

## 各種施設・アート作品・イベント・観光

### 公共施設
- 神奈川警察署ポートサイド交番

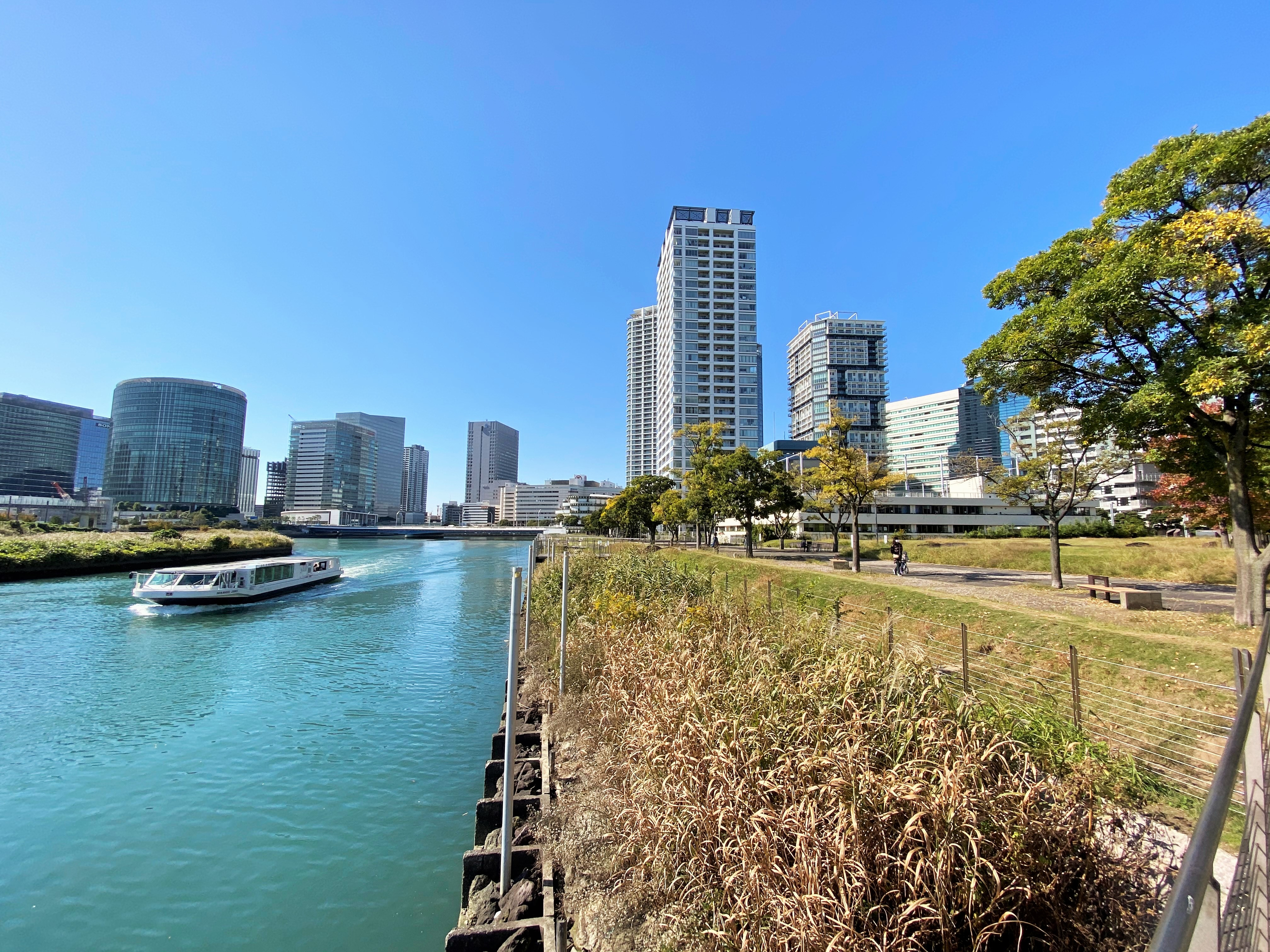
帷子川下流・港湾部沿い（水際線）に造られたポートサイド公園（右側）
（2020年10月）

- ポートサイド内郵便局（ヨコハマポートサイドロア弐番館1階）
- 横浜銀行中央市場支店（ポートサイドダイヤビル1階）
- 公園　当地区内及び隣接地には以下の3つの公園がある[5]。
  - ポートサイド公園
  - 金港公園
  - 神奈川公園
- 横浜市営ポートサイド地下駐車場

### 商業施設（ショッピングモール）
- 横浜ベイクォーター - レストラン・ファーストフード店・ドラッグストア（薬局併設）・コンビニエンスストア・各種物販店など、約75店舗が出店。屋上にはベイエリアを一望できる「ベイガーデン」を設置。
- 横浜ベイクォーターANNEX（横浜ダイヤビルディング3-6階） - コーヒーチェーン店・子供用室内プレイランド・各種物販店など、約25店舗が出店。3階には、みずほ銀行と横浜銀行のATMを設置。

### アート作品
当地区には、以下のような様々なアート作品が設置されている。なお、以下の他にもF-1街区のザ・ヨコハマタワーズに6人の作家による10個のパブリック・アートが設置されている。アート作品の詳細については当地区の街づくり協議会公式サイト内にある「Public Artのページ」を参照。
- 長谷川浩己作『横浜ポートサイド公園』（帷子川沿い） - 2001年グッドデザイン賞受賞作品[14]。
- エットーレ・ソットサス作『THE FAMILY』（E-2街区 広場）
- マイケル・グレイブス作『THE WINDOW』（C-2街区 ソフトバンクテレコム横浜国際通信センター壁面）
- エドガー・ホーネットシュレイガー作『シューベルク・プロジェクト』（E-2街区 ロア壱番館1階ロビー）
- 岡本敦生作『地殻から』（ギャラリーロード）、『dockyard -記憶体積』（ザ・ヨコハマタワーズ）の他、金港公園の石材作品[5]

### ミュージアム・ショールーム
- 宮川香山 眞葛ミュージアム（ヨコハマポートサイドロア参番館1階）
- 横浜ディスプレイミュージアム（アルテ横浜1-2階）
- パナソニックリビングショウルーム横浜（横浜プラザビル1階）

### イベント
- ヨコハマポートサイド アート縁日（毎年開催）[15]
- 横浜マラソン（毎年開催） - みなとみらい大橋の当地区側の橋上がスタート地点となっており、ランナーが当地区内を走り抜ける。
- 箱根駅伝（毎年1月2日と翌3日開催） - 国道1号と国道15号がコースとなっているため、当地区から観戦可能である。なお、ペデストリアンデッキや歩道橋からの観戦は禁止されている。

## ギャラリーロード

ギャラリーロード沿いの広場
中央付近に写る3体の作品はエットーレ・ソットサス作「THE FAMILY」（2014年5月）

帷子川下流・港湾部沿いの市道高島台第306号線ほかは、愛称「ギャラリーロード」としてモニュメントやアート作品などが設置され、薄桃色の天然石敷きの歩道が整備されている。また車道と歩道との間に不規則に設置してある様々な形の石（岡本敦生による作品）は、解体された旧・横浜船渠ドックから掘り起こされたものである。みなとみらい地区の辺りにはかつて横浜船渠のドックが複数あり、ランドマークタワーのドックヤードガーデン（第2号ドック）など復元保存されているものもあるが、中には解体されたドックもあった。ギャラリーロードを含む当地区の岡本敦生による石材作品群は、ランドマークタワー（みなとみらい中央地区）の建設時に解体されたドックの廃材を使用している。
道路の両側には、街路樹としてヤマモモが植樹されている。枯死したものが少なからずあるが、管理者である市による再植樹は行われておらず、切り株が放置されていたり、市民によって独自に花壇が作られている箇所もある。
ギャラリーロードの途中から横浜中央卸売場方面へ接続していた市場関係者専用の「市場大橋」は、2011年の東日本大震災の際に損傷したため通行禁止となり、2013年から撤去工事が行われた。元々、臨港大橋（臨港幹線道路のみなとみらい橋やコットン大橋）の完成後には市場大橋を撤去する計画となっていたものが、ようやく実施されるに至ったものである。橋の完全撤去後はギャラリーロードのスペースを十分確保できることから、当地区の開発当初からの地区計画における整備方針どおり、今後は歩行者優先のコミュニティ道路としてギャラリーロードの再整備を行う方針となっている。

### 道路の再整備・延伸計画
2015年には東高島駅北地区の再開発事業に関連して、この道路の整備方針と東高島駅北地区およびコットンハーバー地区方面への延伸計画が公表されており、既存の道路と延伸部分を合わせた延長約1.2kmを都市計画道路栄千若線として整備する方針である。
2015年8月時点の計画では、当地区内は現状の片側2車線から片側1車線に変更して自転車も通れるように歩道を拡張するとしており、さらにその先は中央市場通りの上を立体交差して直進し（東高島駅方面へ貨物線である高島線沿いを通る）、東高島駅北地区およびコットンハーバー地区方面と接続、都市計画道路東神奈川線まで延伸し、2014年度に策定された「横浜市都心臨海部再生マスタープラン」における「横浜駅周辺地区」と「東神奈川臨海部周辺地区」を結ぶ地区幹線道路（全線片側1車線道路）とすることを想定している。この道路の整備により、現状では周辺地区とのアクセスに難があるコットンハーバー地区の状況の改善が期待される。

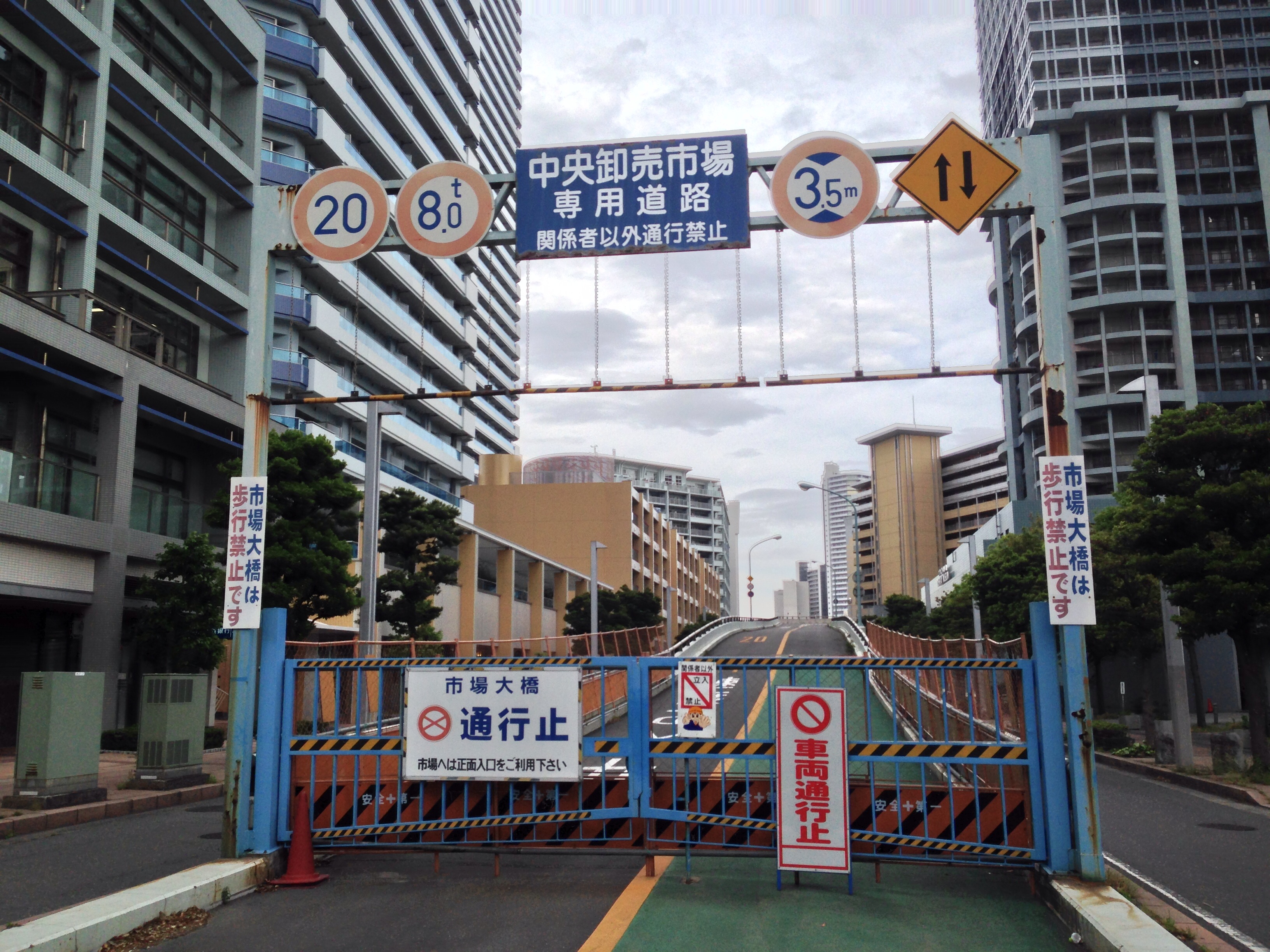
ギャラリーロードにかつてあった市場大橋の入口（2014年5月、撤去済）
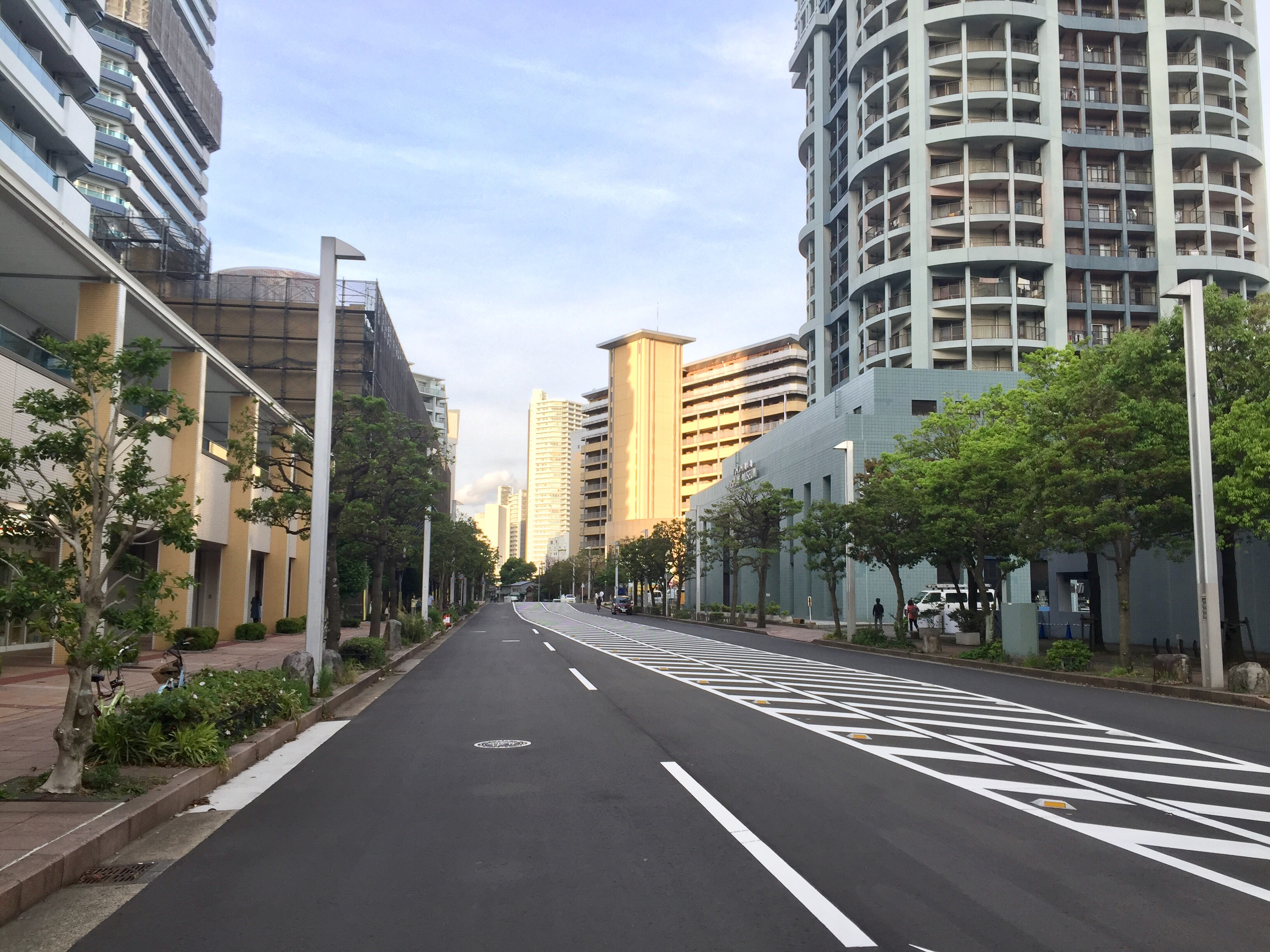
市場大橋の撤去が完了し舗装されたギャラリーロード（2017年5月）
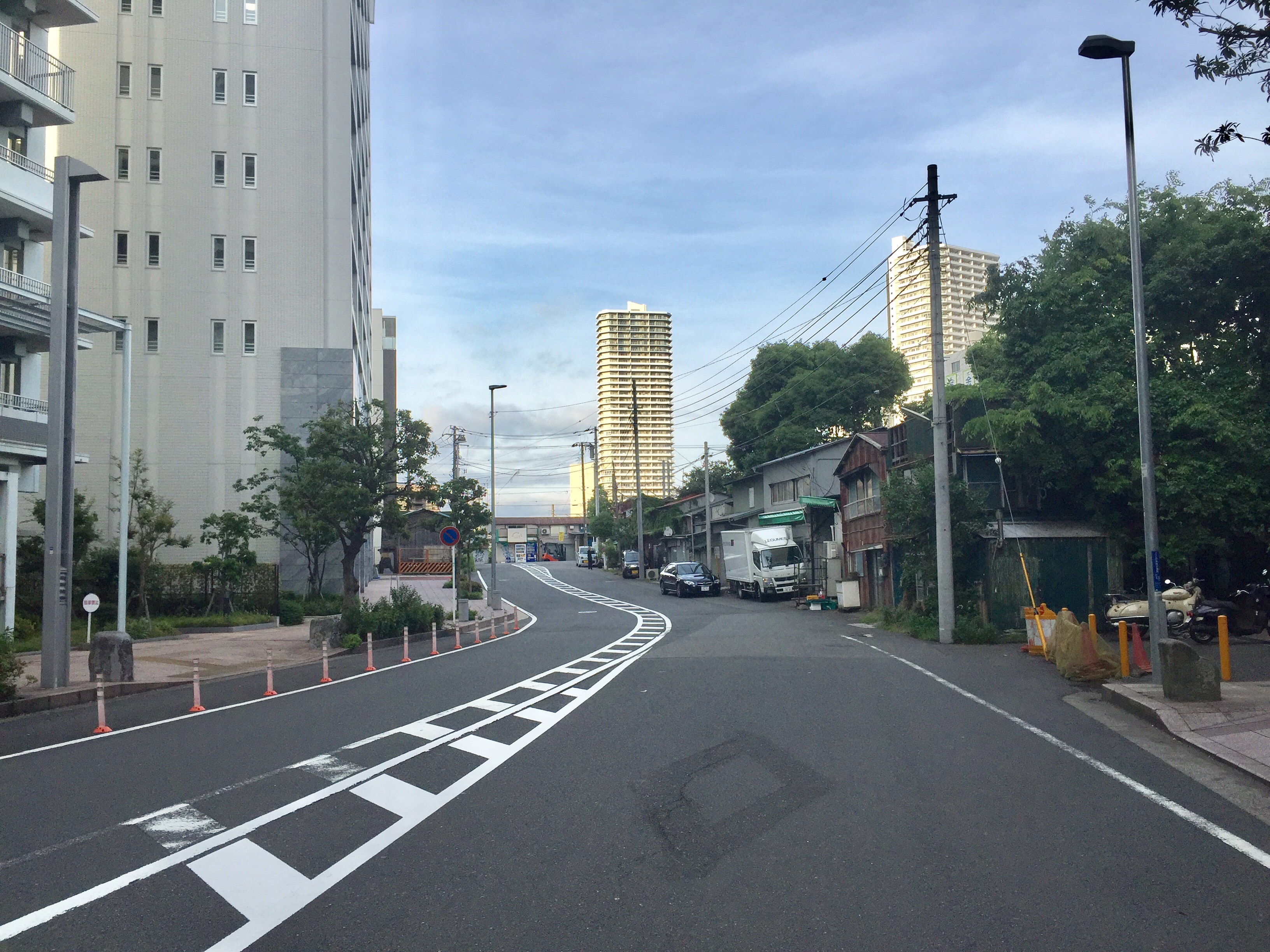
ギャラリーロード東端付近、北東のコットンハーバー地区方面に延伸予定（2017年5月）

## 横浜シティ・エア・ターミナル (YCAT) 跡地の開発

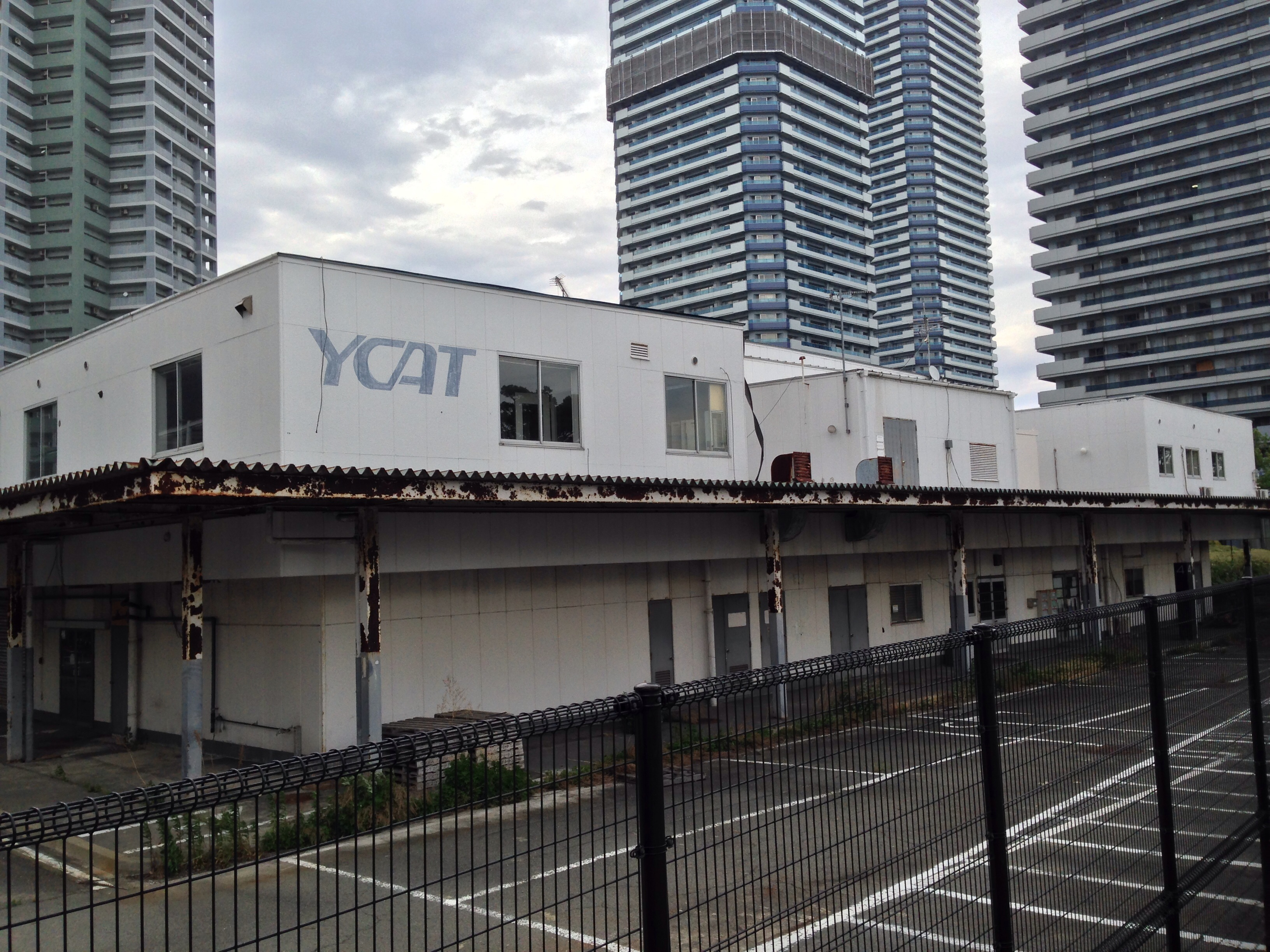
旧YCATの建物
（2014年5月、建物は2017年度に解体）

1996年9月の横浜シティ・エア・ターミナル (YCAT) 移転（建物の完全閉鎖は2006年度）以来、旧YCAT（C-4街区）の建物がそのまま取り壊されずに残され、公園としての利用が計画されている一部エリアを除く跡地の利用については、公共施設とする整備方針はあるものの具体的な土地活用方法は未定のままであった。
2014年12月に実施された民間事業者や学校法人などへのニーズ調査では、カフェやシェアオフィス、住宅展示場などの意見も出されており、横浜市では市民団体の交流の場や防災機能拠点の確保などを前提とした上で、2016年6月から事業者の公募を実施していた。同年12月、市内のインターナショナル・スクール（鶴見区東寺尾にあった学校法人ホライゾン学園によるホライゾンジャパンインターナショナルスクールの横浜キャンパス）が当地へ移転することとなり、同年12月1日より22年間の定期借地権設定契約が締結された。
上記の移転計画（新規開発）が決定したことに伴い、翌2017年にこれまで残されていた旧YCATの建物を解体。跡地には地盤を掘り下げた上で3階建ての校舎を建設し、2019年4月に開校した。校舎屋上にグラウンドを整備し、横浜市の方針どおりコミュニティースペースや防災機能拠点として防災備蓄庫なども備える。
なお、前述の「公園としての利用が計画されている一部エリア」については、2020年時点でポートサイド公園の未整備区画となっている。

## 交通

### 鉄道
- 横浜駅 - 当地区最寄り駅。東海道線で品川駅まで16分、東京駅まで26分。湘南新宿ライン特別快速で新宿まで30分。最も横浜駅に近い街区から徒歩約2分。ベイクォーターウォーク及び横浜ベイクォーター館内通路、スカイウェイで駅からポートサイド中央交差点まで直結。各ペデストリアンデッキには屋根が設置されている。
  - JR東海道線（上野東京ライン）・横須賀線・京浜東北線・根岸線・横浜線・湘南新宿ライン
    - 定期特急列車として、踊り子（サフィール踊り子含む）・成田エクスプレス、定期寝台特急列車として、サンライズ瀬戸・サンライズ出雲が発着する。

  - 東急東横線
  - 横浜高速鉄道みなとみらい線
  - 京急本線
  - 相鉄本線
  - 横浜市営地下鉄ブルーライン
- 神奈川駅（一部の街区の最寄り駅）
  - 京急本線

### バス
- 横浜駅東口バスターミナル（そごう横浜店〈横浜新都市ビル〉1階。当地区から、かもめ橋経由で徒歩圏内）
  - 市内各方面、国内各方面
- 横浜シティ・エア・ターミナル (YCAT)（横浜スカイビル1階。当地区から、かもめ橋経由で徒歩圏内）
  - 羽田空港行（第1ターミナルまで所要約24分）
  - 成田空港行（所要約85分）
- 神奈川公園前バス停（一部の街区の最寄りバス停）
  - 横浜市営バス48系統・86系統

#### かつて存在したバス停
- ポートサイドバス停
かつては、ポートサイド中央交差点からギャラリーロードを北東に30mほど進んだ地点に「ポートサイド」停留所が存在し、ここを起終点として京浜急行バス141系統（ポートランド線）パシフィコ横浜行が運行されていたが、2020年8月31日をもって路線廃止となり[25]、みなとみらい地区との往来の利便性が損なわれた。この系統は土休祝日は100円バスとなっていた。141系統廃止に伴い、みなとみらいへ移転した京急グループ本社前を走る京浜急行バスの自社路線は高速バス以外は消滅した。なお、2002年1月31日までは横浜市営バスもポートサイド - 横浜駅間で141系統を共同運行していた。
旧ポートサイドバス停近くでギャラリーロードと交差するみなとみらい大通りには、横浜駅を起終点とする横浜市営バス48系統コットンハーバー循環線が運行されており、横浜駅方面からの一部区間では141系統と同様にみなとみらい地区内と旧ポートサイドバス停付近を通過するものの、いずれにもバス停留所が設置されておらず、廃止された141系統の代替とはなっていない。
- 横浜シティ・エア・ターミナル (YCAT)
1996年に横浜スカイビルへ移転（「#横浜シティ・エア・ターミナル (YCAT) 跡地の開発」も参照）。

### 航路
- シーバス横浜駅東口乗降場
  - シーバス（横浜駅東口 - ピア赤レンガ）

### 道路
- 国道1号（第二京浜）
- 国道15号（第一京浜）
- 都市計画道路3・1・7号栄本町線（みなとみらい大通り）
- 都市計画道路3・3・52号栄千若線（ギャラリーロードの再整備・延伸/計画中）[18][19]
- 中央市場通り
- 市場大通り
- 首都高速神奈川1号横羽線 - 横浜駅東口出入口まで最も近い街区から車で約1分。東神奈川出入口まで最も近い街区から車で約2分。

## ロケ地となった作品
- 『たったひとつの恋』（2006年）
- 『オー!マイ・ガール!!』（2008年）

など

## 周辺地域からの景観

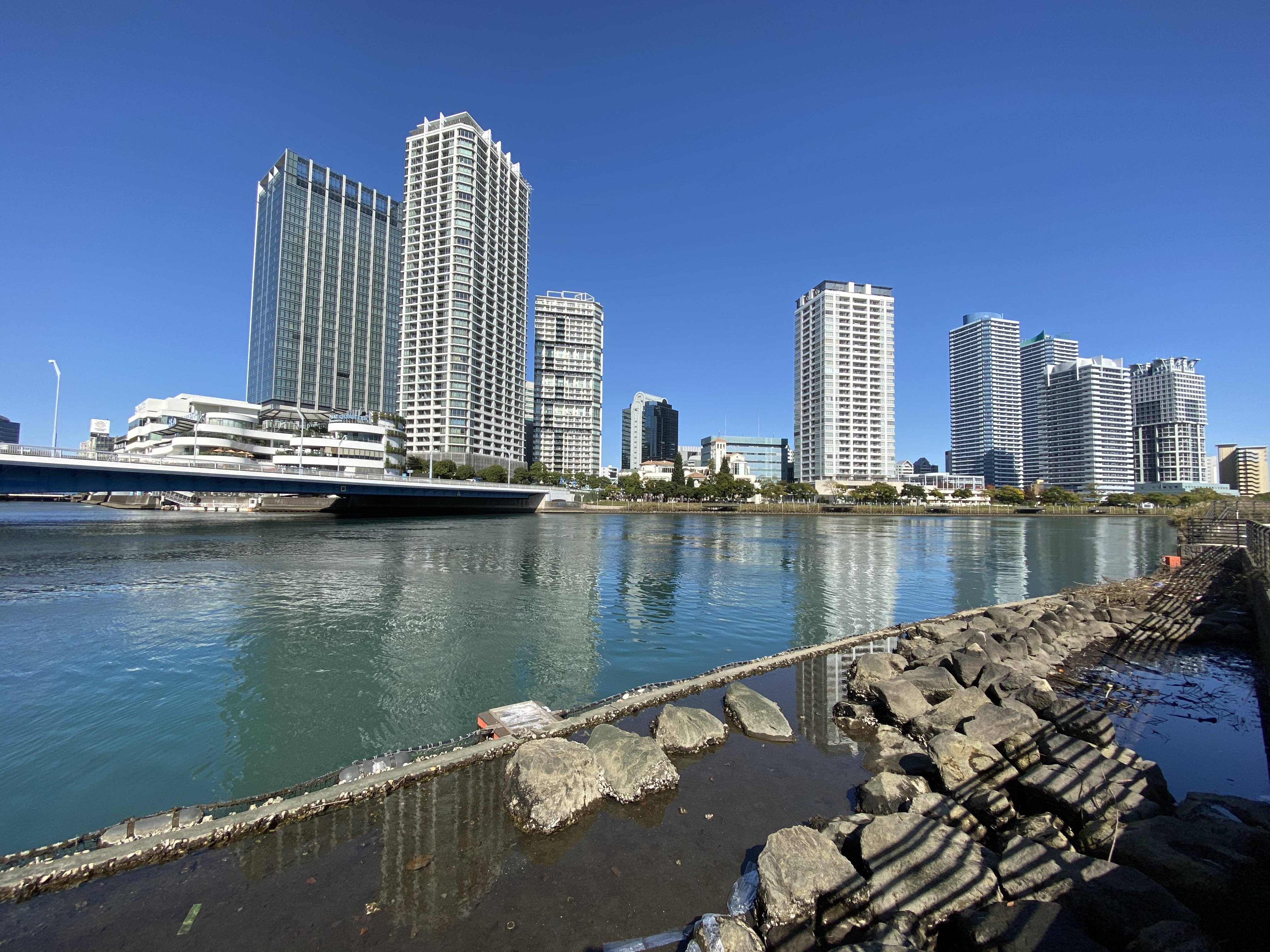
みなとみらい地区・高島水際線公園より（2020年10月）
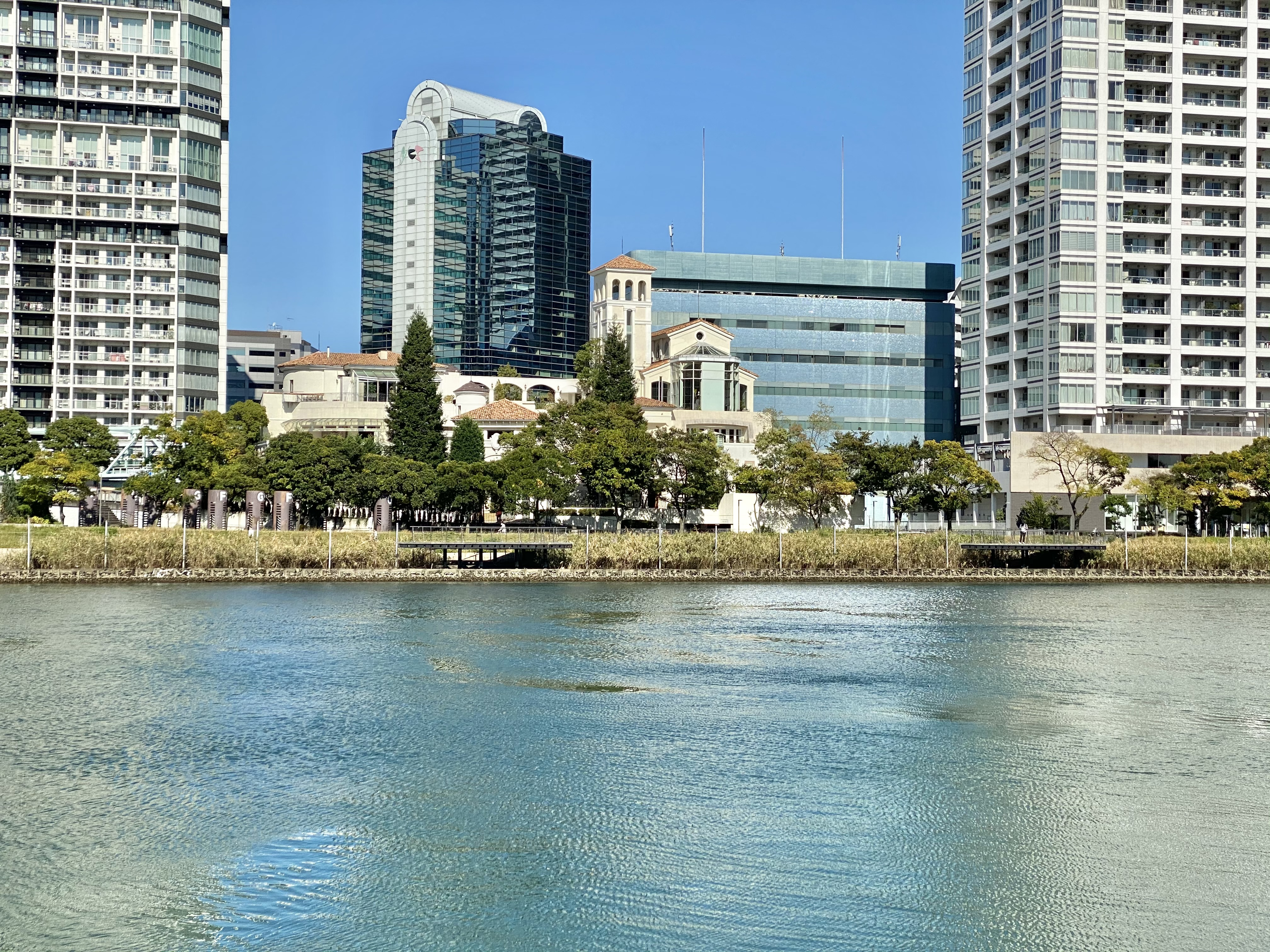
みなとみらい地区・高島水際線公園より、中央が結婚式場（2020年10月）
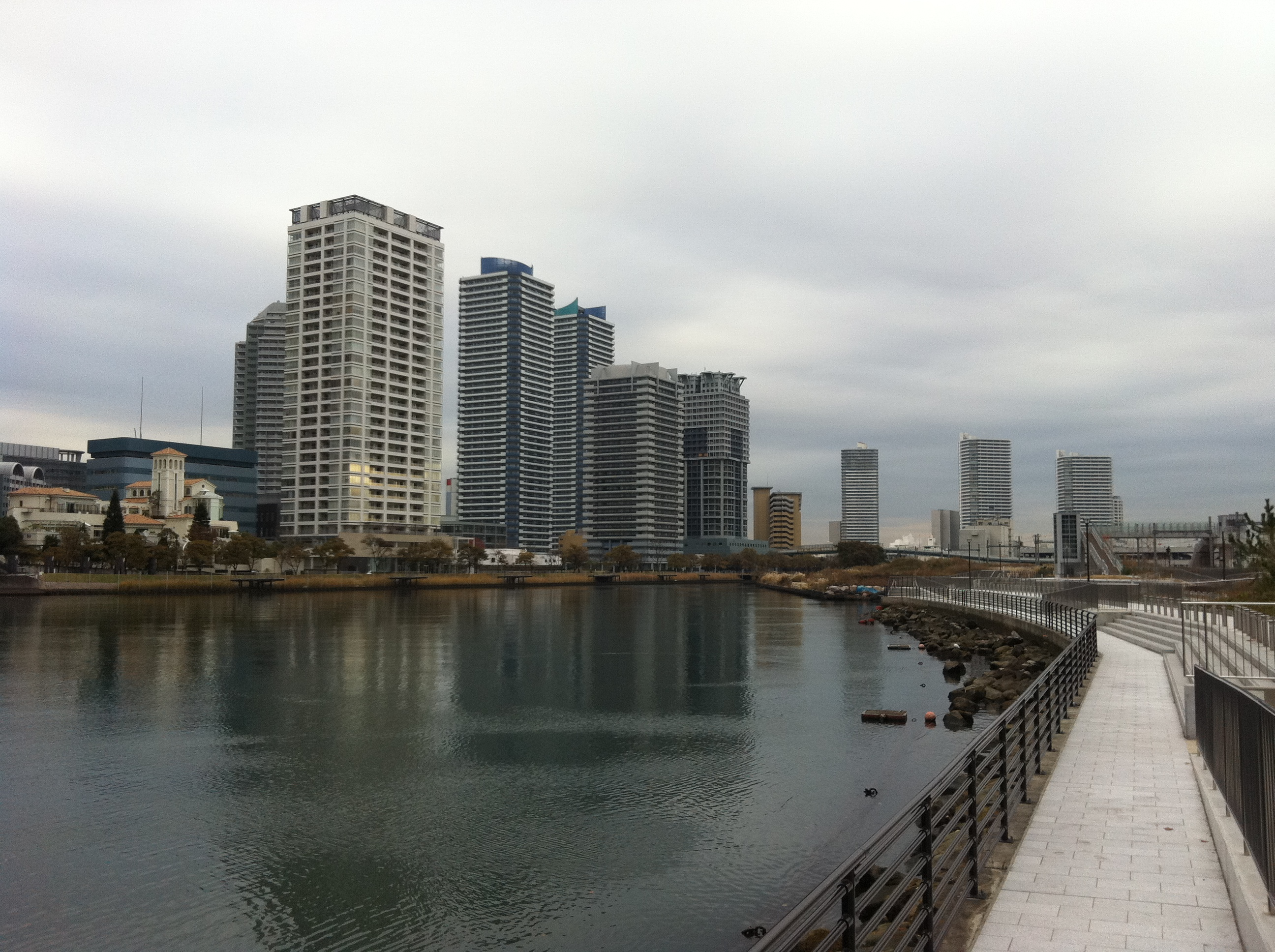
みなとみらい地区・高島水際線公園より、奥に見える3つのタワーマンションはコットンハーバー地区に位置する（2011年12月）
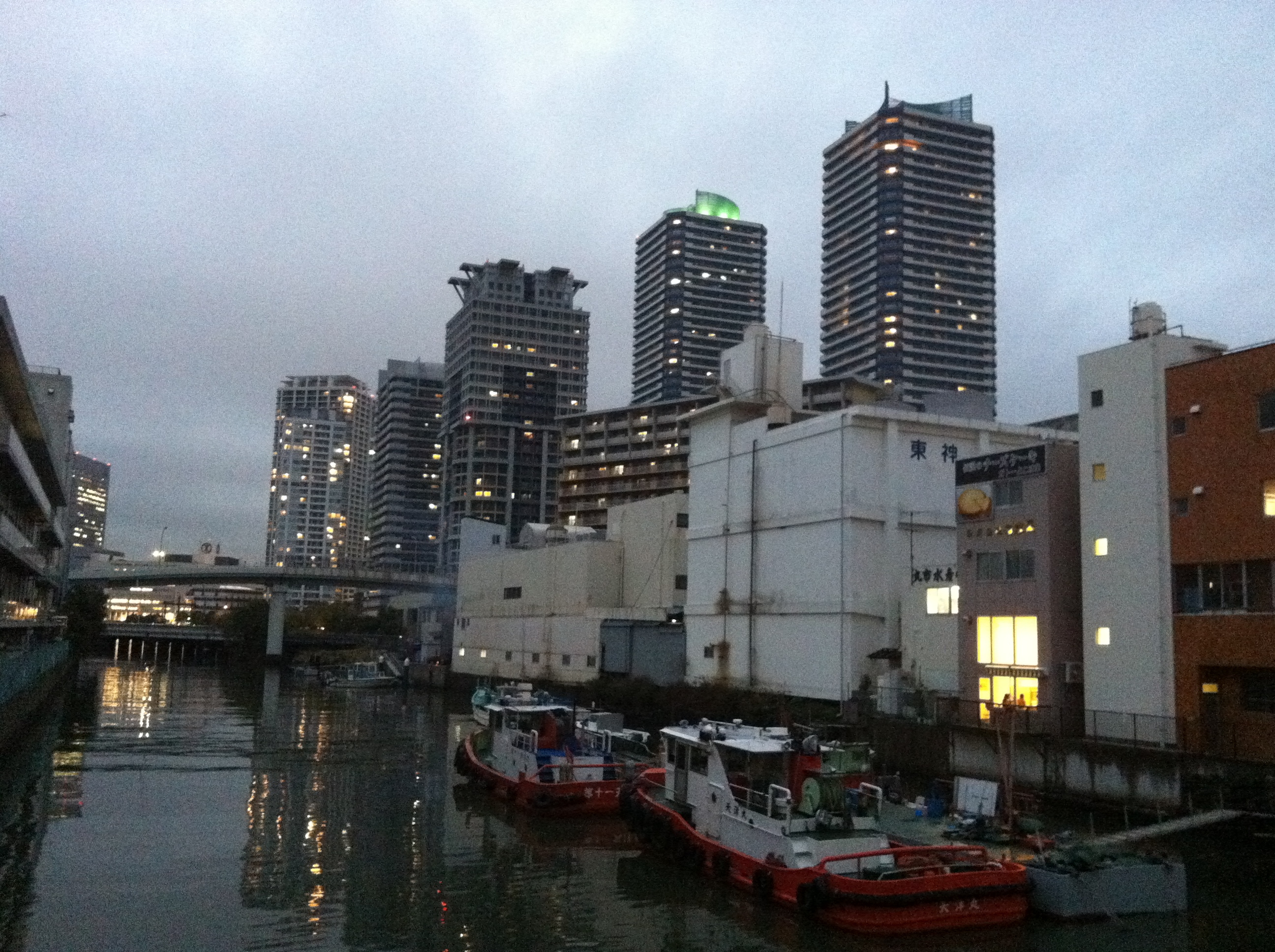
横浜市中央卸売市場本場方面より（2011年12月）
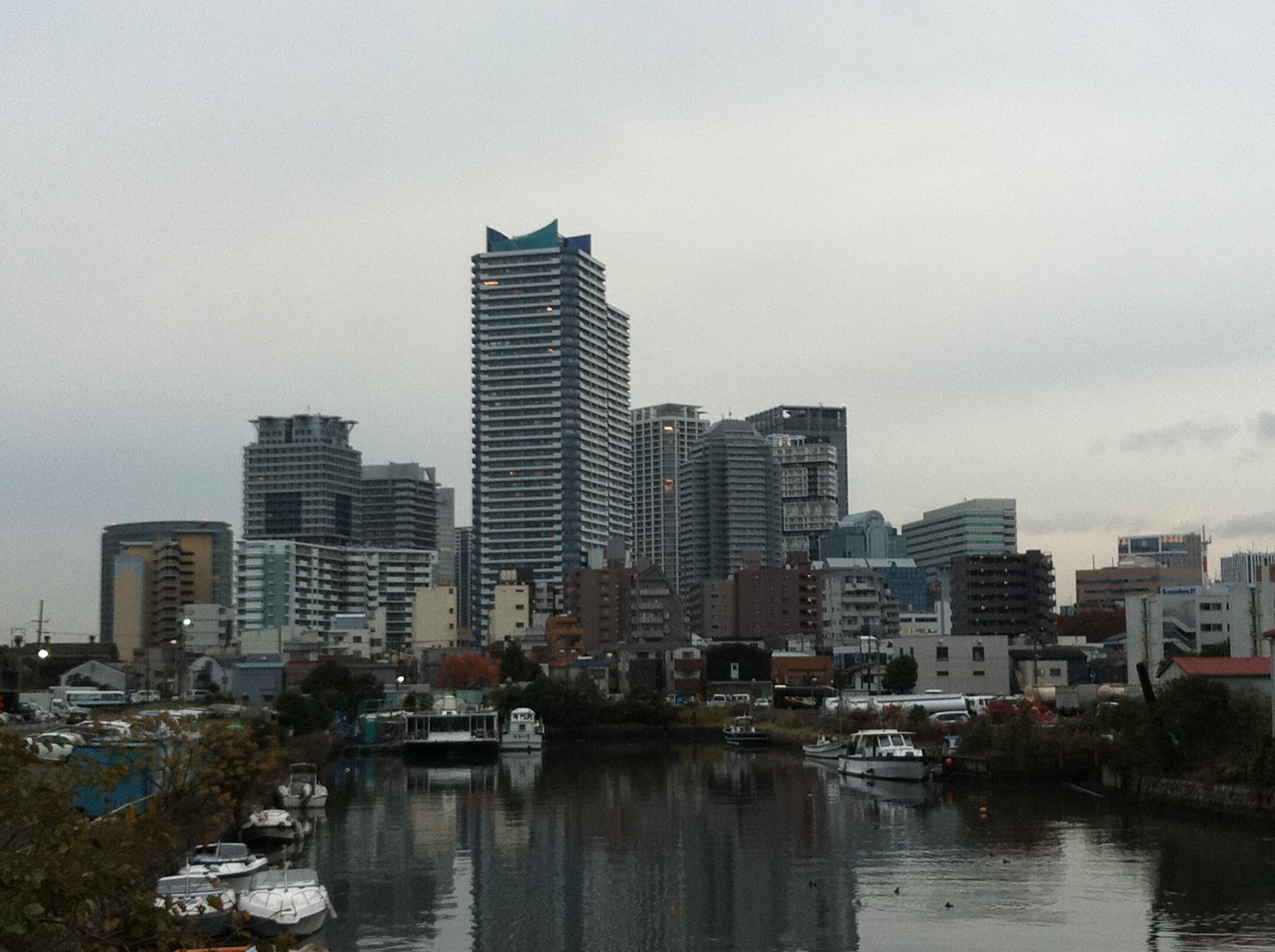
コットンハーバー地区（山内埠頭・星野町）方面より（2011年12月）